# Ein starkes Team: Die Frau im roten Kleid
Die Frau im roten Kleid ist ein deutscher Fernsehfilm von Thorsten Näter aus dem Jahr 2013. Es handelt sich um die 55. Folge der Krimiserie Ein starkes Team mit Maja Maranow und Florian Martens in den Hauptrollen.

## Handlung
Der Grafikdesigner Uwe Seifert wird erstochen in seiner Wohnung aufgefunden. Kriminalhauptkommissarin Verena Berthold und Kollege Otto Garber ermitteln und können Raubmord sehr schnell ausschließen. Es gibt allerdings Hinweise auf einen Raubüberfall, an dem das Opfer beteiligt gewesen sein könnte. In der Wohnung werden Fingerabdrücke von Werner Milatowski gefunden, der der Polizei hinlänglich bekannt ist. Milatowski hat vor zehn Jahren zusammen mit einem Komplizen einen Geldtransporter überfallen, 2,6 Millionen Euro erbeutet und dabei einen Mann erschossen. Er ist seit einigen Tagen wieder auf freiem Fuß.
Die Ermittler stoßen bei den  Ermittlungen auf Cornelius Wecker, der sich zur Tatzeit in der Nähe von Seiferts Wohnung aufgehalten hat. Wecker arbeitet für die Versicherung, bei der damals das Geld versichert war. Er hat Milatowski seit seiner Haftentlassung beschattet und angeblich aus den Augen verloren. Verena Berthold kümmert sich um Sabrina, die verzweifelte 18-jährige Tochter von Seifert, und wird dabei von Maria Bundgaard unterstützt, einer Deutschen mit dänischem Pass, die das Opfer angeblich vor ein paar Wochen kennengelernt hat. Das Team findet heraus, dass Seifert kurz vor seinem Tod Besuch von einer Frau in einem roten Kleid hatte.
Berthold stellt nach einer Vernehmung von Maria Bundgaard fest, dass diese die Ehefrau von Uwe Seifert war und somit die Mutter von Sabrina ist. Sie hatte sich von Seifert scheiden lassen und mit Milatowski zusammen den Raubüberfall begangen. Anschließend lebte sie in Thailand und lernte ihren zweiten Mann Bundgaard kennen, mit dem sie danach in Kopenhagen wohnte. Nach dem Tod ihres dänischen Gatten kehrte sie wegen ihrer Tochter nach Deutschland zurück.
Milatowski entführt Maria Bundgaard bei einem Polizeitransport und fährt mit ihr zu einer Bank, um die Beute des Raubüberfalls aus einem Schließfach zu holen. Sabrina gibt auf Nachfrage dem Team jedoch den Tipp, wo das Geld deponiert ist. Milatowski wird beim Verlassen der Bank festgenommen, ebenso Cornelius Wecker, der mittlerweile auf eigene Rechnung arbeitet und Milatowski das Geld wieder abnehmen wollte. Maria wird zur Vernehmung gebracht.
Maria gesteht zunächst die Tötung ihres Ex-Mannes Uwe Seifert, angeblich habe es sich um Notwehr gehandelt. Das Tatmesser habe sie im Garten vergraben, das dort auch gefunden wird. Vom Tatort aus habe sie sich selbst zuhause angerufen, um sich ein Alibi zu verschaffen. Das rote Kleid hat jedoch nicht Marias Größe, und sie versucht bei der Vernehmung Zeit zu schinden. Dabei erzählt sie, dass Sabrina von ihrem Vater immer wieder misshandelt worden sei und sie ihren Vater unter unglücklichen Umständen in Notwehr getötet habe. Maria habe ihrer Tochter dann ein Alibi beschafft.
Sabrina hat sich das restliche Geld vom Überfall aus einem anderen Bankschließfach geholt. Berthold und Garber vermuten, dass sie nach Bangkok flüchten will und eilen zum Flughafen. Sabrina setzt sich aber vor dem Terminal in ein Taxi mit dem Ziel Kopenhagen. Berthold sieht sie kurz im Taxi sitzen, bildet sich aber ein, oder behauptet, sich getäuscht zu haben.

## Hintergrund
Die Frau im roten Kleid wurde in Berlin gedreht und am 6. April 2013 um 20:15 Uhr im ZDF erstausgestrahlt.
Sputnik, dessen Rolle als Geschäftsmann in der Serie als ein Running Gag angelegt ist, versucht sich in dieser Folge als Energietherapeut.

## Kritik
Die Kritiker der Fernsehzeitschrift TV Spielfilm vergeben die beste Wertung (Daumen nach oben) und meinen: „Holprige erste Hälfte, aber das Durchhalten lohnt!“ Fazit: „Steigert sich zum vertrackten Rätselraten.“